# Isabelle Abramowicz
Pour les articles homonymes, voir Abramowicz.
Izabela Abramowicz, née le 9 novembre 1889 à Lutosławice et morte le 22 janvier 1973 à Łęczyca, était une mathématicienne polonaise et enseignante en mathématiques. En reconnaissance de sa contribution à l'éducation mathématique, elle a été honorée par la Croix de Chevalier de l'Ordre de Polonia Restituta.

## Biographie

### Enfance et études
Izabela Abramowicz naît en 1889 à Lutosławice, dans le royaume du Congrès (faisant partie de l'empire russe). Ses parents sont Tomasz Franciszek Abramowicz, instituteur et Maria Petronela (née Gniotek). Elle a deux frères, Kazimierz (qui deviendra également mathématicien) et Zygmunt.
Abramowicz achève ses études secondaires au lycée d'État de Bobrujsk en 1907. Par la suite, elle poursuit ses études supérieures à la faculté de mathématiques et de physique de l'université Saint-Vladimir de Kiev. Elle y obtient un diplôme de premier cycle avec une médaille d'or pour un mémoire Sur les intégrales doubles sur les surfaces algébriques. Son directeur de thèse durant cette période est Boris Yakovlevich Bukreev.
Elle reçoit l'autorisation du ministre de l'Éducation de rester à l'université sans allocation, afin de préparer son master, dont elle remplit presque les conditions en 1918.

### Carrière
Entre 1917 et 1920, Abramowicz est chargée de cours au Collège universitaire polonais de Kiev. Abramowicz est l'une des deux femmes de la faculté. Elle enseigne également dans trois lycées locaux.
En 1923, Abramowicz commence à travailler comme professeure de mathématiques au lycée public de Wolsztyn. De 1924 à 1939, elle est professeure de mathématiques au lycée d'État général Zamoyski à Poznań,. 
Abramowicz est membre de la Société scientifique polonaise de Kiev. Elle assiste à trois conférences mathématiques : le 1er Congrès mathématique polonais à Lviv en 1927, le 1er Congrès des mathématiciens des pays slaves à Varsovie en 1929 et le 2e Congrès mathématique polonais à Vilnius en 1931.

### Seconde Guerre mondiale
En 1923, elle s'installe à Łęczyca, près de Poznań, où elle reste jusqu'à l'éclatement de la Seconde Guerre mondiale. Durant l'occupation allemande de la Pologne de 1942 à 1944, elle est arrêtée et contrainte de travailler dans différentes usines situées à Poznań et Luboń. Après la guerre, elle retourne vivre à Poznań,. 
Après la fin de la guerre, elle enseigne les mathématiques au lycée d'État de Zamoyski jusqu'en 1953, puis au lycée Adam Mickiewicz, avant de prendre sa retraite en 1968.

### Mort
Abramowicz meurt le 22 janvier 1973 et est inhumée à l'église paroissiale de Wiry.

## Récompenses et distinctions
Abramowicz est honorée de la Croix de Chevalier de l'Ordre de Polonia Restituta « en reconnaissance de ses contribution dans le domaine de l'éducation ».